# Allodape rufogastra
Allodape rufogastra är en biart som beskrevs av Amédée Louis Michel Lepeletier och Audinet-serville 1825. Allodape rufogastra ingår i släktet Allodape och familjen långtungebin. Inga underarter finns listade i Catalogue of Life.